# 726
Cette page concerne l'année 726  du calendrier julien. Pour l'année 726 av. J.-C., voir 726 av. J.-C.
L'année 726 est une année commune qui commence un mardi.

## Événements
- 31 mars : l'empereur byzantin Léon III promulgue l’Ecloga, son code de lois[1].
- Août : éruption volcanique sur l'île de Théra (Santorin)[2].
- Automne[3] : Léon III rejette le culte des images, c'est le début de la querelle iconoclaste (726-787). Il ordonne de remplacer l’image du Christ qui surmontait la porte de bronze du Grand Palais (Chalcè) par une croix ; l'exécutant est massacré par la foule. Léon III doit en rester là, et Germanos, iconodule, reste patriarche. Le basileus est sans doute influencé dans sa décision par les évêques iconoclastes Constantin de Nacoleia et Thomas de Claudiopolis. L’iconoclasme peut s’expliquer en partie par le désir de l’empereur de diminuer l’opposition entre le christianisme et l’islam et celui de se concilier les provinces orientales de l’Asie mineure, où les Pauliciens étaient nombreux. Il entend aussi s’attaquer aux couvents qui avaient profité des superstitions pour édifier d’énormes fortunes foncières et acquérir une puissance économique, sociale et politique dangereuse pour le pouvoir impérial.

- Pèlerinage de Willibald, futur évêque d’Eichstädt, vers la Terre sainte. Il s’embarque à Gaète après avoir franchi les Alpes[4].
- Nouvelle offensive arabe contre les Byzantins en Anatolie (726-739)[5].

## Naissances en 726
- Daizong, empereur de Chine (726–779), 8e empereur de la dynastie Tang. Sous son règne, le roi du Tibet Trisong Detsen envahit la capitale de la Chine Chang'an et met en place un nouvel empereur.
- Bertrade de Laon (dite Berthe aux grands pieds), mère de Charlemagne[6].

## Décès en 726
- Marcello Tegalliano, deuxième doge de Venise.
- Smbat VI Bagratouni, prince d'Arménie.
- Sainte Pexine, sainte d'origine espagnole, morte dans le Poitou.
- Tobias, évêque de Rochester.